# Federico Freire
Federico Freire (Buenos Aires, Argentina, 6 de noviembre de 1990) es un futbolista argentino. Juega de mediocentro y su equipo actual es Alianza Universidad de Huánuco de la Liga 2 de Perú.

## Trayectoria

### Vélez Sarsfield
Se inició en las inferiores del club, logrando así su debut en primera, como titular, el 28 de noviembre de 2011, en un empate ante Colón.
Participó en 14 encuentros, en dos temporadas, incluyendo partidos por Copa Libertadores de América.
El 30 de junio de 2013 finalizó su contrato con el club y fue adquirido por el Calcio Catania de la Serie A de Italia.

### Calcio Catania
El 5 de julio de 2013 firmó oficialmente su contrato con el club. De esta forma obtiene su primera experiencia en Europa.

### Arsenal
En 2014 ficha para el conjunto de Gustavo Alfaro. El entrenador llamó personalmente al jugador para poder contar con él para la Copa Libertadores de América. El 15 de abril de 2014, Gustavo Alfaro fue desvinculado del club. Fue reemplazado por Martín Palermo. Al poco tiempo, empezó a jugar de titular para este entrenador, jugando 2 partidos por el torneo local y 6 por la Copa Libertadores de esta forma.
El jugador fue contratado por Universidad San Martín de Porres, de la liga profesional de Perú. El director técnico, Cristian Díaz, lo pidió exclusivamente para hacerse cargo del medio campo del equipo Santo. Federico Freire jugó 50 partidos de titular, con un gran nivel. Siendo elegido, el mejor centrocampista del año 2015.
Al pasar un gran año en Perú, el director técnico Cristan Díaz firmó un contrato con Olimpo de Bahía Blanca en el año 2016, 1 división del fútbol argentino, pidió al jugar como refuerzo del equipo de Bahía Blanca.
En el año 2017, fue contratado por Estudiantes de San Luis, en 2 categoría del fútbol argentino, equipo dirigido por Omar Asad (exjugador de Vélez Sarsfield) donde conoció a Federico Freire, cuando trabajaron juntos en inferiores y reserva del club. En el conjunto puntano, jugó un total de 36 partidos de titular, con un buen nivel y siendo de los más altos del año.
En el año 2018, el jugador fue contratado por un equipo muy grande del norte de argentina. Gimnasia de Jujuy, de la mano de Martín Astudilo, pidió al jugador zurdo, para el medio campo del equipo jujeño. Jugando un total de 18 partidos.
En el año 2019, el jugador por situaciones personales, necesitaba estar en Buenos Aires, y es así que firmó por un año con el Club San Telmo, de la 3 categoría del fútbol argentino. Al jugador lo sedujo la situación económica del club, sabiendo que pagan al día, para darle mayor tranquilidad a la situación. Por estos asuntos personales, Freire rechazó ofertas importantes, como la de Jorge Wistermann de Bolivia, primera división.

Por pedido exclusivo de Orlando Lavalle, quien lo llamó por teléfono y le realizó la oferta, la cual terminaría aceptando para jugar la Liga 2 de Perú por Santos FC. Luego de un Fugaz paso por el UE Saint Julia de la Primera División de Andorra, el 15 de junio de 2022 sería presentado como refuerzo de Argentino de Quilmes que milita en la Primera B, tercera división de Argentina. Luego volvería al Perú para jugar por Alianza Universidad, sin embargo, no tuvo la relevancia adecuada.

## Estadísticas
| Club                             | Temporada | Liga  | Liga  | Copa  | Copa  | Conmebol/UEFA | Conmebol/UEFA | Total | Total |
| Club                             | Temporada | Part. | Goles | Part. | Goles | Part.         | Goles         | Part. | Goles |
| -------------------------------- | --------- | ----- | ----- | ----- | ----- | ------------- | ------------- | ----- | ----- |
| Vélez Sarsfield Argentina        | 2011/12   | 1     | 0     | -     | -     | 0             | 0             | 1     | 0     |
| Vélez Sarsfield Argentina        | 2012/13   | 10    | 0     | -     | -     | 3             | 0             | 13    | 0     |
| Vélez Sarsfield Argentina        | Subtotal  | 11    | 0     | -     | -     | 3             | 0             | 14    | 0     |
| Calcio Catania Italia            | 2013/14   | 1     | 0     | 0     | 0     | 0             | 0             | 1     | 0     |
| Calcio Catania Italia            | Subtotal  | 1     | 0     | 0     | 0     | 0             | 0             | 1     | 0     |
| Arsenal Argentina                | 2013/14   | 5     | 0     | 0     | 0     | 0             | 0             | 5     | 0     |
| Arsenal Argentina                | Subtotal  | 5     | 0     | 0     | 0     | 0             | 0             | 5     | 0     |
| Universidad de San Martín Perú   | 2015      | 40    | 2     | 0     | 0     | 0             | 0             | 40    | 2     |
| Universidad de San Martín Perú   | Subtotal  | 40    | 5     | 0     | 0     | 0             | 0             | 40    | 2     |
| Olimpo de Bahia Blanca Argentina | 2016-17   | 5     | 0     | 0     | 0     | 0             | 0             | 5     | 0     |
| Olimpo de Bahia Blanca Argentina | Subtotal  | 5     | 0     | 0     | 0     | 0             | 0             | 5     | 0     |
| Estudiantes (SL) Argentina       | 2017/18   | 18    | 0     | 0     | 0     | 0             | 0             | 18    | 0     |
| Estudiantes (SL) Argentina       | Subtotal  | 18    | 4     | 0     | 0     | 0             | 0             | 18    | 0     |
| Gimnasia y Esgrima (J) Argentina | 2018/19   | 15    | 0     | 1     | 0     | 0             | 0             | 16    | 0     |
| Gimnasia y Esgrima (J) Argentina | Subtotal  | 15    | 2     | 1     | 0     | 0             | 0             | 16    | 0     |
| San Telmo Argentina              | 2019/20   | 13    | 0     | 0     | 0     | 0             | 0             | 13    | 0     |
| San Telmo Argentina              | Subtotal  | 13    | 2     | 0     | 0     | 0             | 0             | 13    | 0     |
| Talleres (RdE) Argentina         | 2020      | 0     | 0     | 0     | 0     | 0             | 0             | 0     | 0     |
| Talleres (RdE) Argentina         | Subtotal  | 11    | 4     | 1     | 0     | 0             | 0             | 12    | 0     |
| Santos F.C. Perú                 | 2021      | 0     | 0     | 0     | 0     | 0             | 0             | 0     | 0     |
| Santos F.C. Perú                 | Subtotal  | 24    | 4     | 0     | 0     | 0             | 0             | 0     | 0     |
| Total                            | Total     | 108   | 2     | 1     | 0     | 3             | 0             | 112   | 2     |

## Palmarés

### Campeonatos nacionales
| Título           | Club            | País      | Año     |
| ---------------- | --------------- | --------- | ------- |
| Primera División | Vélez Sarsfield | Argentina | I-2012  |
| Primera División | Vélez Sarsfield | Argentina | 2012/13 |

### Distinciones individuales
| Distinción                                                                                 | Año  |
| ------------------------------------------------------------------------------------------ | ---- |
| Incluido en el equipo ideal del Torneo del Inca según el portal periodístico DeChalaca.com | 2015 |